# Marwa El-Sherbini

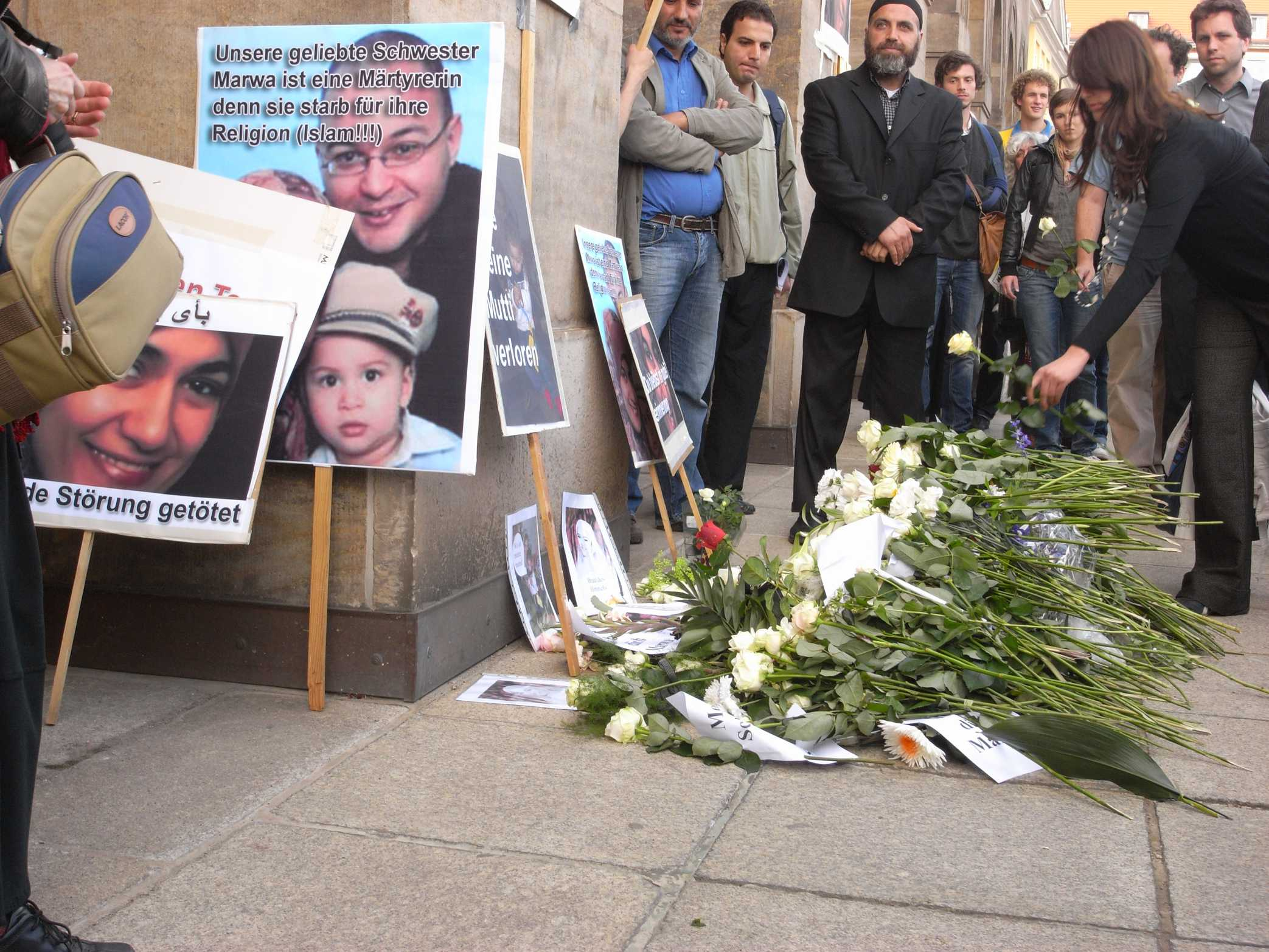
Rassemblement à la mémoire de Marwa el-Sherbini à la mairie de Dresde.

Marwa Ali El-Sherbini (arabe: مروة على الشربيني), née le 7 octobre 1977 à Alexandrie (Égypte) et assassinée le 1er juillet 2009 à Dresde, Allemagne par un terroriste dénommé Alex Wiens, était une pharmacienne et handballeuse égyptienne connue par sa mort tragique. Témoin lors d’un procès au tribunal de grande instance de Dresde, elle a été sauvagement poignardée par l’accusé en plein tribunal.

## Biographie
Marwa El-Sherbini est la fille du chimiste Ali El-Sherbini et de Laila Shams d’Alexandrie. En 1995 elle obtient son diplôme de fin d’études secondaires au English Girls College d’Alexandrie où elle était déléguée de classe. Elle fait ensuite des études de pharmacie, obtenant son diplôme en 2000.
De 1992 à 1999, elle fait partie de l’équipe nationale égyptienne de handball, qui termine troisième des championnats arabes en 1998 et 1999.
Marwa El-Sherbini est arrivée en Allemagne avec son mari en 2005, habitant d’abord à Brême puis à Dresde (2008). Son mari, chercheur en génétique, est doctorant en génétique et biologie cellulaire et moléculaire à l’Institut Max-Planck de Dresde. Ils ont un fils, né en 2006. Ils devaient rentrer en Égypte à la fin de l'année 2009, son mari Okaz étant nommé enseignant-chercheur à l'Université de Minufiya.
En août 2008, alors qu’elle se trouvait sur une aire de jeux à Dresde, Marwa El-Sherbini est traitée par Alex Wiens, un Allemand de Russie de 27 ans, d’« islamiste », de « terroriste » et de « salope », manifestement parce qu’elle portait le hijab après qu'elle lui eut demandé si son fils pouvait utiliser la balançoire sur laquelle il était assis. Elle porte plainte et Alex Wiens est condamné en première instance à une amende de 780 euros pour insultes racistes. Lors du procès, il déclare avoir des circonstances atténuantes, « les gens comme elle » n'étant pas réellement des êtres humains, et n'étant par conséquent pas susceptibles d'être insultés. C'est la raison pour laquelle le procureur fait appel du jugement, visant une peine d'emprisonnement vu le caractère ouvertement xénophobe de cet épisode.
Au cours de l’audience en appel, le 1er juillet 2009, Alex Wiens poignarde soudain Marwa El-Sherbini, la tuant de plusieurs coups de couteau. Son mari, qui tente de s’interposer, est blessé grièvement de trois coups de couteau. Il est également touché à la jambe par une balle tirée par erreur par les forces de l’ordre arrivées sur place et qui le prennent pour l'agresseur. Le fils de la victime, âgé de trois ans, assiste à la scène. Marwa El-Sherbini était enceinte de trois mois. Il n’y avait eu aucun contrôle d’armes à l’entrée de la salle d’audience. Le procureur présente le coupable comme un cas isolé, motivé par une extrême xénophobie,.
Il a fallu une semaine pour que les médias allemands sortent de leur mutisme. Par contre, cette affaire a fait beaucoup de bruit dans les médias égyptiens. Le Conseil central des juifs d'Allemagne s'est déclaré solidaire du Conseil central des musulmans.
Le 5 juillet 2009 s'est déroulée à Berlin une manifestation à la mémoire de Marwa El-Sherbini, à laquelle ont participé 2 000 personnes. Le même jour, le corps de celle-ci a été rapatrié en Égypte. Elle a été enterrée comme martyre le 6 juillet à Alexandrie. La ville d'Alexandrie a décidé de donner son nom à une rue,.

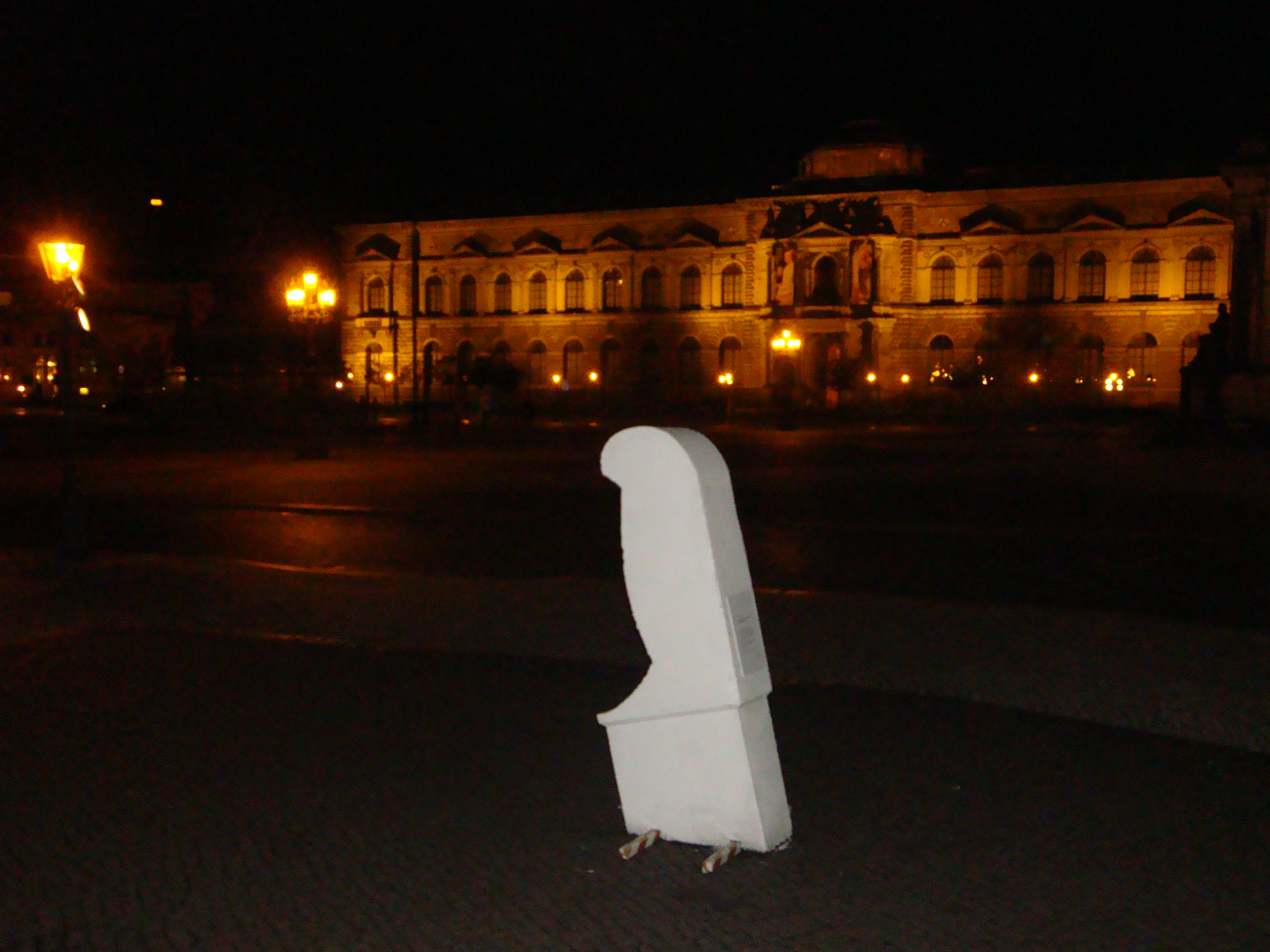
Œuvre artistique en sa mémoire devant l'Opéra de Dresde.

En juillet 2010 soit un an après sa mort, une œuvre artistique faite en sa mémoire à Dresde intitulé 18 Coups est dégradée, le promoteur de cette œuvre parle d'« acte délibéré »

## Le procès
Alex Wiens a comparu le 27 octobre 2009 devant la cour d’assises de Dresde derrière une vitre blindée, le visage couvert et des lunettes de soleil cachant ses yeux. Assistaient également au procès, outre les membres de la famille de la victime, l'ambassadeur d'Égypte à Berlin, Ramzy Ezzeldine Ramzy, qui a déclaré « J'ai toute confiance dans le système judiciaire allemand » et quelque 200 policiers pour empêcher tout incident. Lors de son procès, Alex Wiens, 28 ans, a reconnu avoir poignardé Marwa El-Sherbini à seize reprises avec un couteau de cuisine de 18 centimètres mais a nié le caractère islamophobe de son acte, prétextant le « stress ». 
Le procureur Frank Heinrich a, au contraire, affirmé que l'accusé portait « une haine xénophobe irrépressible et sans limites », se jetant sur sa victime tel « une brute déchaînée », dans un acte « prémédité de sang-froid ». L’enquête a montré qu'Alex Wiens, arrivé en Allemagne en 2003 en tant qu'« Aussiedler », ces Russes d'origine allemande venus en masse dans la patrie de leurs ancêtres après la chute de l'URSS éprouvait une « haine féroce envers les non-Européens et les musulmans » et avait déclaré, avant de passer à l’acte, que les musulmans « n'avaient pas le droit de vivre ».
Une première expertise psychologique n'avait pas relevé d'éléments altérant la responsabilité du jeune homme. Les autorités russes avaient toutefois remis au tribunal un document affirmant que le jeune homme avait été exempté de service militaire pour schizophrénie diagnostiquée en 2000. La défense avait relevé qu'il portait toujours un couteau sur lui et qu'il avait « agi dans un état de trouble profond » excluant ainsi toute préméditation mais la Cour a jugé qu'il n'y avait aucune circonstance atténuante.
Alex Wiens avait reconnu le 4 novembre 2009 par l'intermédiaire de son avocat avoir « une attitude hostile envers les étrangers », mais avait affirmé avoir agi sous l'emprise de la peur plutôt que de la colère.
« Le fait qu'il ait tué Marwa El Sherbini sous les yeux de son enfant de trois ans pèse particulièrement lourd », a souligné la présidente du tribunal, Birgit Wiegand.
Il a été condamné à la réclusion criminelle à perpétuité le 11 novembre 2009, avec une période incompressible de 15 ans.
Alex Wiens a été également reconnu coupable de tentative de meurtre sur l'époux de Marwa El Sherbini, Eloui Okaz, 32 ans, qui avait été blessé au couteau en cherchant à protéger sa femme lors de l'attaque. Appuyé sur des béquilles, le veuf avait témoigné à l'ouverture du procès, parlant notamment du traumatisme infligé à leur fils de trois ans, qui a assisté au drame.
Alex Wiens, qui a eu 29 ans le lendemain de sa condamnation, est resté dos tourné à la cour, impassible à l'énoncé du verdict.
L'ambassadeur d'Égypte en Allemagne s'est félicité du verdict. « Le fait qu'il ait reçu la condamnation maximum parle d'elle-même. Je pense que cela devrait satisfaire la famille et toute la population. »